# Copa Sudamericana
Copa Sudamericana (Puchar Południowoamerykański, z port. Copa Sul-Americana) – piłkarskie rozgrywki klubowe w Ameryce Południowej, utworzone w 2002 roku z połączenia dwóch innych pucharów: Copa Mercosur i Copa Merconorte. Turniej rozgrywany przez kluby z krajów należących do CONMEBOL. Obecnie jest to drugi pod względem rangi puchar w Ameryce Południowej po Copa Libertadores i pełni analogiczną rolę, co Liga Europy w Europie. Zdobywcy obu wspomnianych najważniejszych pucharów rozgrywają mecz o Recopa Sudamericana – odpowiednik europejskiego Superpucharu Europy.

## Dotychczasowi zdobywcy Copa Sudamericana
| Rok  | Drużyna 1               | Wynik dwumeczu | Drużyna 2               | Pierwszy mecz   | Drugi mecz      |
| ---- | ----------------------- | -------------- | ----------------------- | --------------- | --------------- |
| 2002 | Atlético Nacional       | 0:4            | San Lorenzo             | 0:4             | 0:0             |
| 2003 | River Plate             | 3:4            | Cienciano               | 3:3             | 0:1             |
| 2004 | Bolívar                 | 1:2            | Boca Juniors            | 1:0             | 0:2             |
| 2005 | UNAM                    | 2:2            | Boca Juniors            | 1:1             | 1:1 karne (3:4) |
| 2006 | Pachuca                 | 3:2            | Colo-Colo               | 1:1             | 2:1             |
| 2007 | Club América            | 4:4            | Arsenal Sarandí         | 2:3             | 2:1             |
| 2008 | Estudiantes             | 1:2            | Internacional           | 0:1             | 1:1 (dogrywka)  |
| 2009 | LDU Quito               | 5:4            | Fluminense              | 5:1             | 0:3             |
| 2010 | Independiente           | 3:3            | Goiás                   | 0:2             | 3:1 karne (5:3) |
| 2011 | Universidad de Chile    | 4:0            | LDU Quito               | 1:0             | 3:0             |
| 2012 | São Paulo               | 2:0            | Tigre                   | 0:0             | 2:0             |
| 2013 | Lanús                   | 3:1            | Ponte Preta             | 1:1             | 2:0             |
| 2014 | River Plate             | 3:1            | Atlético Nacional       | 1:1             | 2:0             |
| 2015 | Santa Fe                | 0:0            | Huracán                 | 0:0             | 0:0 karne (3:1) |
| 2016 | Chapecoense             | ##             | Atlético Nacional       | Hołd pośmiertny | Hołd pośmiertny |
| 2017 | Independiente           | 3:2            | Flamengo                | 2:1             | 1:1             |
| 2018 | Atlético Junior         | 2:2            | Athletico Paranaense    | 1:1             | 1:1 karne (3:4) |
| 2019 | Independiente del Valle | 3:1            | Colón                   | 3:1             | 3:1             |
| 2020 | Lanús                   | 0:3            | Defensa y Justicia      | 0:3             | 0:3             |
| 2021 | Athletico Paranaense    | 1:0            | Red Bull Bragantino     | 1:0             | 1:0             |
| 2022 | São Paulo               | 0:2            | Independiente del Valle | 0:2             | 0:2             |
| 2023 | LDU Quito               | 2:1            | Fortaleza               | 2:1             | 2:1             |
| 2024 | Racing                  | 3:1            | Cruzeiro                | 3:1             | 3:1             |

## Historia
Po zakończeniu równolegle rozgrywanych turniejów Copa Merconorte oraz Copa Mercosur zamierzano powołać w ich miejsce turniej obejmujący swym zasięgiem całą Amerykę pod nazwą Copa Pan-Americana. Ponieważ to się nie udało, ograniczono się jedynie do Ameryki Południowej i nazwy Copa Sudamericana.
W 2003 japoński koncern samochodowy Nissan stał się głównym sponsorem turnieju, skąd oficjalna nazwa rozgrywek przyjęła formę Copa Nissan Sudamericana, analogicznie jak Copa Toyota Libertadores. Od roku 2003 wzięły także udział w pucharze kluby z Brazylii. W pierwszej edycji nie wzięły udziału ze względu nadmiar meczów we własnej liczącej aż 26 zespołów lidze.
W 2005 kluby amerykańskie DC United z Major League Soccer oraz meksykańskie Club América i UNAM przyjęły zaproszenie i wzięły udział w pucharze. Jedynym południowoamerykańskim pucharem, w którym wzięły udział kluby z USA był Copa Merconorte, podczas gdy meksykańskie kluby już wiele lat temu miały za sobą debiut w samym Copa Libertadores.
29 listopada 2016 w katastrofie lotniczej koło Medellin w Kolumbii zginęło 19 spośród 22 piłkarzy brazylijskiego Chapecoense, lecących na finał z kolumbijskim Atlético Nacional. W hołdzie dla ofiar zdecydowano, że finał nie zostanie rozegrany, a trofeum otrzymał klub z Brazylii.

## Format rozgrywek
Każdy narodowy związek piłkarski ma określoną liczbę miejsc zarezerwowanych w pucharze. Liczba miejsc zależy od siły sportowej danej ligi. Jakie kluby wystąpią w pucharze – to już sprawa wewnętrzna każdego z krajów, który sam ustala swoje kryteria. Może to być bezpośrednie zaproszenie, dokonania w pierwszej połowie roku, najlepsze drużyny z pierwszego sezonu, które nie zakwalifikowały się do Copa Libertadores (podobne do zasad w europejskim pucharze UEFA), turniej kwalifikacyjny przed startem pucharu itd.
Turniej rozgrywany jest systemem mecz i rewanż (były także przypadki 3-zespołowych grup, mecze każdy z każdym u siebie i na wyjeździe). W pierwszej rundzie turnieju drużyny z tego samego kraju grają przeciwko sobie.
Od 2019 format rozgrywek w finale uległ zmianie, zamiast dwumeczu, rozgrywany jest tylko jeden mecz.

## Kluby – liczba zwycięstw
- Boca Juniors – 2 razy
- Independiente – 2 razy
- Athletico Paranaense – 2 razy
- Independiente del Valle – 2 razy
- LDU Quito – 2 razy
- San Lorenzo – 1 raz
- Cienciano – 1 raz
- Pachuca – 1 raz
- Arsenal Sarandí – 1 raz
- Internacional – 1 raz
- Universidad de Chile – 1 raz
- São Paulo – 1 raz
- Lanús – 1 raz
- River Plate – 1 raz
- Santa Fe – 1 raz
- Chapecoense – 1 raz
- Defensa y Justicia – 1 raz
- Racing – 1 raz

## Kraje – liczba zwycięstw
- Argentyna – 10 razy
- Brazylia – 5 razy
- Ekwador – 4 razy
- Kolumbia – 1 raz
- Chile – 1 raz
- Meksyk – 1 raz
- Peru – 1 raz

## Prawa transmisyjne w Polsce
Wybrane mecze rozgrywek Copa Sudamericana są transmitowane na kanałach sportowych Polsatu oraz na platformie Polsat Box Go.